# Робела (Кунео)
Робела је насеље у Италији у округу Кунео, региону Пијемонт.
Према процени из 2011. у насељу је живело 206 становника. Насеље се налази на надморској висини од 504 м.